# Вектор відносного переміщення
Вектор відносного переміщення — напрям відносного переміщення блока диз'юктиву в площині зміщувача. Вектор орієнтують азимутом переміщення. Напрям вектора відносного переміщення визначають за ознаками, які спостерігають в зоні переміщення.